# Вікіпедія шотландською рівнинною мовою
Вікіпедія шотландською рівнинною мовою (шотл. Scots Wikipaedia) — розділ Вікіпедії шотландською рівнинною мовою. Станом на квітень 2016 року за кількістю статей Вікіпедія шотландською рівнинною мовою займала 88-ме місце у світі.
Вікіпедія шотландською рівнинною мовою станом на 26 березня 2025 року містить 34 420 статей, 115 926 зареєстрованих користувачів, 82 активних дописувачів, 3 адміністраторів
. Загальна кількість сторінок у Вікіпедії шотландською рівнинною мовою — 138 268, редагувань — 896 061, завантажених файлів — 457
. Глибина (рівень розвитку мовного розділу) Вікіпедії шотландською рівнинною мовою середня і становить 59 пунктів
. 

## Наповнення
- 23 квітня 2005 — створена.
- 30 серпня 2012 — 10 000 статей.
- 20 березня 2018 — 50 000 статей.

## Критика
У серпні 2020 року цей розділ Вікіпедії привернув увагу громадськості після публікації на сайті Reddit, у якій стверджується, що величезна кількість статей, написаних одним автором, є низькоякісними з лінгвістичної точки зору. Як мінімум 20000 статей створено американським підлітком, який не володіє шотландською рівнинною мовою; тексти взято з Вікіпедії англійською мовою, а правопис у деяких словах змінено в основному за допомогою автоматичних онлайн-перекладачів.
Професор Роберт МакКолл Міллар, очільник кафедри лінгвістики і шотландської мови в Університеті Абердину, зазначив: «публікація висвітлює, що ці статті Вікіпедії демонструють дуже низький рівень володіння автором як сучасною шотландською, так і її ранніми варіантами».